# 翼叶棱子芹
翼叶棱子芹（学名：Pleurospermum decurrens）是伞形科棱子芹属的植物，为中国的特有植物。分布在中国大陆的云南和西藏，生长于海拔3,000米至4,000米的地区，常生长在高山草地，目前尚未由人工引种栽培。